# 新北市立中和高級中學
24°59′38″N 121°28′42″E / 24.99389°N 121.47833°E
新北市立中和高級中學，簡稱中和高中，成立於1990年，是臺灣新北市中和的一所市立普通型高級中等學校。

## 校史
1990年10月18日臺北縣永和國中李平蔭校長兼任籌備處主任，成立「臺灣省立中和高級中學」。隔年籌備處由永和國中遷至中和市積穗國中。
1992年6月30日正式派任李平蔭校長為中和高中首任校長。同年正式參加北區公立高中聯招。隔年遷入新校舍正式上課，另設永平分校，並於聯招分發時，分別登記，假永平國中上課。
1994年分班併入校本部，往後不設分校，由台北縣政府另成立永平中學（今新北市立永平高級中學）。
2000年2月1日改制為「國立中和高級中學」。2004年9月設立數理與語文資優班各一班。
2013年1月1日改制為「新北市立中和高級中學」。

### 校長
- 第一任：李平蔭（1992-1998）
- 第二任：羅富山（1998-2005）
- 第三任：高栢鈴（2005-2011）
- 第四任：張銘華（2011-2014）
- 第五任：黃棋楓（2014-2015）
- 第六任：柯雅菱（2015-2021）
- 第七任：劉淑芬（2021-2025）
- 第八任：蔡春來（2025-）

## 姊妹校
- 荷蘭哈萊默梅爾哈勒默梅爾中學（荷兰语：Haarlemmermeer Lyceum）[3][4]

## 外部連結
- 新北市立中和高級中學網站 （页面存档备份，存于）
- Zhunghe Senior High School （页面存档备份，存于）